# Manota hanulata
Manota hanulata är en tvåvingeart som beskrevs av Donald Henry Colless 1966. Manota hanulata ingår i släktet Manota och familjen svampmyggor. Inga underarter finns listade i Catalogue of Life.